# Liste der Stolpersteine in der Altstadt von Freiburg im Breisgau

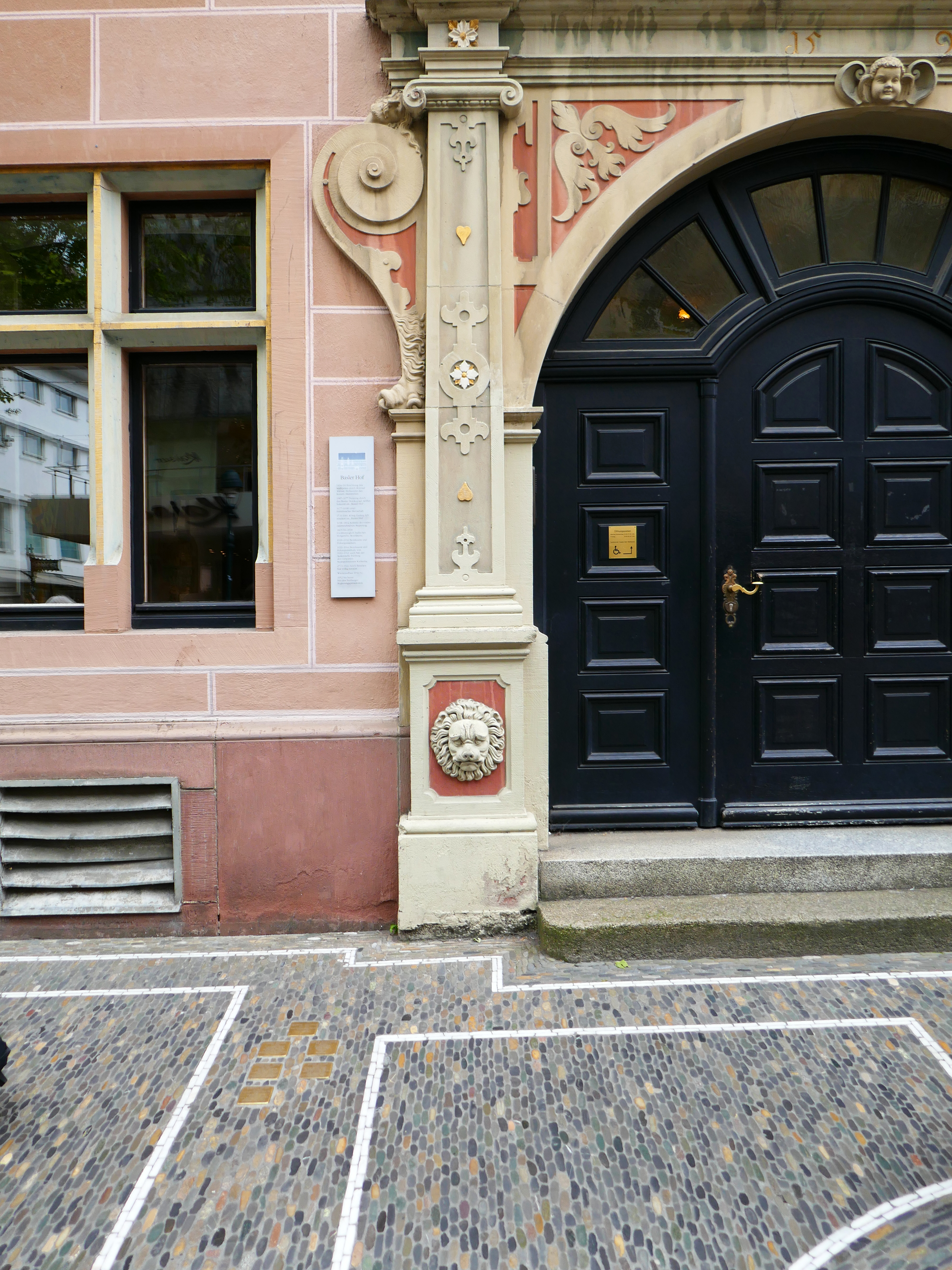
Stolpersteine vor der Kaiser-Joseph-Straße 167

Die Liste der Stolpersteine in der Altstadt von Freiburg im Breisgau beinhaltet die Stolpersteine in Gehwegen, die an die Opfer der nationalsozialistischen Diktatur in der Altstadt von Freiburg im Breisgau erinnern sollen. Sie sind ein Projekt des Künstlers Gunter Demnig, mit denen an das Schicksal der Menschen erinnert werden soll, die während des Nationalsozialismus ermordet, deportiert, vertrieben oder in den Suizid getrieben wurden. Die Stolpersteine sind das größte dezentrale Mahnmal der Welt.
Weitere Stolpersteine der Stadt finden sich in:
- Liste der Stolpersteine in den Freiburger Außenbezirken
- Liste der Stolpersteine in Freiburg-Neuburg
- Liste der Stolpersteine in Freiburg-Wiehre

## Verlegte Stolpersteine

### Vor letzten Wohnhäusern
Die meisten Stolpersteine verlegt der Künstler vor der letzten selbst gewählten Wohnadresse.
| Bild         | Inschrift | Verlegeort                                              | Verlege- datum                            | Name, Leben, Bemerkungen |
| ------------ | --- | ------------------------------------------------------- | ----------------------------------------- | --- |
|              | HIER WOHNTE ALBERT ABRAHAM JG. 1867 FLUCHT 1933 FRANKREICH ERMORDET 1942 IN AUSCHWITZ                                                                                              | Eisenbahnstraße 66 (Lage)                               | Okt. 2005                                 | Albert Abraham (1867–1942) wurde in Sulzburg geboren |
|              | HIER WOHNTE ERNA ABRAHAM GEB. STEIN JG. 1898 FLUCHT 1933 FRANKREICH ERMORDET 1942 AUSCHWITZ                                                                                        | Sedanstraße 6                                           | Okt. 2005                                 | Erna Abraham geb. Stein (1898–1942) zog nach ihrer Hochzeit mit Gustav Abraham nach Freiburg |
|              | HIER WOHNTE MARION ABRAHAM JG. 1925 FLUCHT 1933 FRANKREICH DEPORTIERT ERMORDET 1942 AUSCHWITZ                                                                                      | Sedanstraße 6                                           | Okt. 2005                                 | Marion Abraham (1925–1942) mit allen Vornamen Marion Friedegard Fritzi-Maria |
|              | HIER WOHNTE GUSTAV ABRAHAM JG. 1893 BERUFSVERBOT 1933 FLUCHT 1934 FRANKREICH VERHAFTET 1940 IN MEHREREN INTERNISIERUNGSLAGERN FLUCHT 1944 VERSTECKT ÜBERLEBT                       | Sedanstraße 6                                           | Okt. 2021                                 | Gustav Abraham (1893–) |
|              | HIER WOHNTE LINA ABRAHAM GEB: JOHL JG. 1869 FLUCHT 1933 FRANKREICH ERMORDET 1942 AUSCHWITZ                                                                                         | Eisenbahnstraße 66 (Lage)                               | Okt. 2005                                 | Lina Abraham geb. Johl (1867–1942) betrieb vor ihrem Umzug nach Freiburg ein Kolonial- u. Gemischtwaren Geschäft in Rust |
|              | HIER WOHNTE ALFONS ADLER JG. 1881 ZWANGSVERKAUF DES GESCHÄFTS 'SCHUTZHAFT' 1938 DACHAU DEPORTIERT 1940 GURS INTERNIERT LES MILLES FLUCHT 1941 SPANIEN, URUGUAY                     | Kaiser-Joseph-Straße 169                                | Okt. 2017                                 | Alfons Adler (1881–1948) |
|              | HIER WOHNTE KURT ADLER JG. 1918 DEPORTIERT 1940 TOT AM 26.1.1941 IN GURS | Kaiser-Joseph-Straße 169                                | Jan. 2003                                 | Kurt Adler (1918–1941) |
|              | HIER WOHNTE LINA ADLER GEB. BOLLAG JG. 1884 DEPORTIERT 1940 GURS INTERNIERT LES MILLES FLUCHT 1941 SPANIEN, URUGUAY                                                                | Kaiser-Joseph-Straße 169                                | 10. Okt. 2017                             | Lina Adler geb. Bollag (1884–) |
|              | HIER WOHNTE WERNER ADLER JG. 1910 STUDIENVERBOT 1933 'SCHUTZHAFT' 1938 DACHAU DEPORTIERT 1940 GURS INTERNIERT LES MILLES FLUCHT 1941 SPANIEN, URUGUAY                              | Kaiser-Joseph-Straße 169                                | 10. Okt. 2017                             | Werner Adler (1910–1998) war der Sohn von Albert und Lina |
|              | HIER WOHNTE FLORA BAER GEB. STERN JG. 1892 DEPORTIERT 1940 ERMORDET IN GRAFENECK                                                                                                   | Löwenstraße 1                                           | Juli 2003                                 | Flora Baer geb. Stern (1892–1940) |
|              | HIER WOHNTE ALICE BLOCH JG. 1923 SCHULVERBOT 1933 DEPORTIERT 1940 GURS FLUCHT 1941 MIT HILFE CUBA 1942 USA                                                                         | Gerberau 2 (Lage)                                       | Sep. 2020                                 | Alice Bloch (1923–) |
|              | HIER WOHNTE CHARLOTTE BLOCH GEB. SCHNURMANN JG. 1884 DEPORTIERT 1940 GURS TOT 17.11.1940                                                                                           | Bertoldstraße 45                                        | Jan. 2005                                 | Charlotte Bloch geb. Schnurmann (1884–1940) |
|              | HIER WOHNTE EGON BLOCH JG. 1926 SCHULVERBOT 1934 DEPORTIERT 1940 GURS INTERNIERT RIVESALTES LES MILLES VERSTECKT / ÜBERLEBT                                                        | Salzstraße 7                                            | 11. Juni 2024                             | Egon Bloch (1926–2001) schließt sich, nachdem er den Lagern entkommen ist, der Resistance an. |
|              | HIER WOHNTE ERIKA BLOCH JG. 1922 SCHULVERWEIS 1933 1936 FLUCHT JÜDISCHES KINDER - HILFSWERK USA                                                                                    | Gerberau 2 (Lage)                                       | 23. Sep. 2020                             | Erika Bloch (1922–) |
|              | HIER WOHNTE ERNST BLOCH JG. 1888 GEDEMÜTIGT/ENTRECHTET TOT 17.8.1934 | Gerberau 2 (Lage)                                       | 23. Sep. 2020                             | Ernst Bloch (1888–1934) |
|              | HIER WOHNTE LORE BLOCH JG. 1927 SCHULVERBOT 1934 DEPORTIERT 1940 GURS INTERNIERT RIVESALTES CENTRE BOMPARD 1942 KINDERHILFSWERK OSE VERSTECKT / ÜBERLEBT                           | Salzstraße 7                                            | 11. Juni 2024                             | Lore Bloch (1927–2001) |
|              | HIER WOHNTE MELANIE BLOCH GEB. GUGGENHEIM JG. 1866 DEPORTIERT 1940 GURS 1941 DUN SUR MEUSE VERSTECKT ÜBERLEBT                                                                      | Belfortstraße 26                                        | Okt. 2005                                 | Melanie Bloch geb. Guggenheim (1866–1953) |
|              | HIER WOHNTE MORITZ BLOCH JG. 1878 DEPORTIERT 1940 TOT AM 23.10.1941 IN GURS | Colombistraße 27                                        | Jan. 2003                                 | Moritz Bloch (1878–1941) |
|              | HIER WOHNTE NATHAN BLOCH JG. 1878 DEPORTIERT 1940 GURS 1942 AUSCHWITZ FÜR TOT ERKLÄRT                                                                                              | Moltkestraße 22                                         | Jan. 2003                                 | Nathan Bloch (1878–) |
|              | HIER WOHNTE NORBERT BLOCH JG. 1887 DEPORTIERT 1940 GURS AUSCHWITZ FÜR TOT ERKLÄRT                                                                                                  | Salzstraße 11                                           | Jan. 2003                                 | Norbert Bloch (1887–1942) |
|              | HIER WOHNTE ROSA BLOCH GEB. WEIL JG. 1892 DEPORTIERT 1940 GURS FLUCHT 1941 KUBA/USA ÜBERLEBT                                                                                       | Gerberau 2 (Lage)                                       | 10. Okt. 2017                             | Rosa Bloch geb. Weil (1892–) |
|              | HIER WOHNTE SIMON BLOCH JG. 1864 DEPORTIERT 1940 GURS 1941 DUN SUR MEUSE VERSTECKT ÜBERLEBT                                                                                        | Belfortstraße 26                                        | Okt. 2005                                 | Simon Bloch (1864–1947) |
|              | HIER WOHNTE SOFIE BLOCH GEB. WACHENHEIMER JG. 1898 DEPORTIERT 1940 GURS ERMORDET 1942 IN AUSCHWITZ                                                                                 | Salzstraße 7 (Lage)                                     | Nov. 2004                                 | Sofie Bloch, geb. Wachenheimer (1898–1942) |
|              | HIER WOHNTE JULIUS BLUM JG. 1883 DEPORTIERT 1940 GURS ERMORDET IN AUSCHWITZ | Kaiser-Joseph-Straße 145                                | Juli 2003                                 | Julius Blum (1883–1940/45) |
|              | HIER WOHNTE LEOPOLD BODENHEIMER JG. 1873 DEPORTIERT 1940 TOT AM 9.10.1941 IN GURS                                                                                                  | Kaiser-Joseph-Straße 242                                | Jan. 2003                                 | Leopold Bodenheimer (1873–1941) |
|              | HIER WOHNTE EVA BUDDENBERG GEB: BARTENSTEIN JG. 1901 EINGEWIESEN 1936 PSYCHIATRIE HEIDELBERG HEILANSTALT SCHUSSENRIED GERETTET VOR ERMORDUNG IN GRAFENECK 1940 VON MUTTER ABGEHOLT | Gartenstraße 18                                         | 26. Okt. 2016                             | Eva Buddenberg geb. Bartenstein (1901–) |
|              | HIER WOHNTE ELISE BURGHEIMER GEB: MAYER JG: 1893 DEPORTIERT 1940 GURS FLUCHT 1943 VILLEFRANCHE-DE-ROUERGUE VERSTECKT GELEBT BEFREIT/ÜBERLEBT                                       | Niemensstraße 13                                        | 10. Sep. 2015                             | Elise Burgheimer geb. Mayer (1893–) |
|              | HIER WOHNTE ROBERT BURGHEIMER JG. 1882 ´SCHUTZHAFT´ 1938 DACHAU DEPORTIERT 1940 GURS INTERNIERT DRANCY 1942 AUSCHWITZ ERMORDET                                                     | Niemensstraße 13                                        | 10. Sep. 2015                             | Robert Burgheimer (1882–1942) Für Robert Burgheimer wurde auch in der Klarastraße ein Stolperstein verlegt. (siehe Liste der Stolpersteine in den Freiburger Außenbezirken) |
|              | HIER WOHNTE MARKUS COHN JG. 1886 VERHAFTET 8.4.1939 SACHSENHAUSEN ERMORDET 9.12.1939                                                                                               | Gerberau 26 (Lage)                                      | 10. Okt. 2017                             | Markus Cohn (1886–1939) |
|              | HIER WOHNTE ERNA DORNACHER JG. 1902 DEPORTIERT 1940 GURS TOT IN AUSCHWITZ | Bertoldstraße 26                                        | April 2003                                | Erna Dornacher (1902–1942) |
|              | HIER WOHNTE LINA DORNACHER GEB. BLUM JG. 1867 DEPORTIERT 1940 GURS TOT IN AUSCHWITZ                                                                                                | Bertoldstraße 26                                        | April 2003                                | Lina Dornacher geb. Blum (1867–1942) |
|              | HIER WOHNTE JUDITH DORNACHER JG. 1870 DEPORTIERT 1940 GURS TOT IN AUSCHWITZ | Moltkestraße 10                                         | April 2003                                | Judith Dornacher (1870–1942) |
|              | HIER WOHNTE JULIUS DORNACHER JG. 1867 DEPORTIERT 1940 GURS TOT IN AUSCHWITZ | Moltkestraße 10                                         | April 2003                                | Julius Dornacher (1867–1942) |
|              | HIER WOHNTE EMIL DREYFUSS JG. 1879 DEPORTIERT 1938 KZ DACHAU GURS TOT 1942 IN PARIS                                                                                                | Bertoldstraße 54 (Lage)                                 | April 2003                                | Emil Dreyfuss (1879–1942) |
|              | HIER WOHNTE HEDWIG DREYFUSS GEB: FRIEDMANN JG. 1894 DEPORTIERT 1940 GURS TOT IN AUSCHWITZ                                                                                          | Bertoldstraße 54 (Lage)                                 | Juli 2003                                 | Hedwig Dreyfuss (1894–1942) |
|              | HIER WOHNTE ERNA EISENMANN GEB. WEIL JG: 1914 1939 GESCHÄFT ´ARISIERT´ FLUCHT 1939 SCHWEIZ, USA                                                                                    | Colombistraße 11 (Lage)                                 | 19. Okt. 2021                             | Erna Eisenmann geb. Weil (1914–1992) |
|              | HIER WOHNTE MAX EISENMANN JG. 1911 SCHUTZHAFT 1938 DACHAU GEFOLTERT 1939 GESCHÄFT ´ARISIERT´ FLUCHT 1939 SCHWEIZ, USA                                                              | Colombistraße 11 (Lage)                                 | 19. Okt. 2021                             | Max Eisenmann (1911–1997) |
|              | HIER WOHNTE JAKOB FEDERBUSCH JG. 1885 VERHAFTET 7.12.1937 GEFÄNGNIS FREIBURG SONDERGERICHT 24.1.1938 1938 ZUCHTHAUS BRUCHSAL 1940 DACHAU ERMORDET 31.10.1940 SACHSENHAUSEN         | Adelhauser Straße 7b (Lage)                             | 10. Sep. 2015                             | Jakob Federbusch (1885–1940) |
|              | HIER WOHNTE HERTHA ´BERTHEL´ FRANK GEB. BERGMANN JG. 1882 DEPORTIERT 1940 GURS INTERNIERT DRANCY 1944 AUSCHWITZ ERMORDET                                                           | Salzstraße 7 (Lage)                                     | 26. Okt. 2016                             | Hertha Frank (1882–1944) |
|              | HIER WOHNTE CHASKEL FRANK JG. 1883 ´SCHUTZHAFT´ 1938 DACHAU DEPORTIERT 1940 GURS INTERNIERT DRANCY 1944 AUSCHWITZ ERMORDET                                                         | Salzstraße 7 (Lage)                                     | 26. Okt. 2016                             | Chaskel Frank (1883–1944/45) Für Chaskel Frank wurde auch ein Stolperstein in der Rheinstraße verlegt. (siehe Liste der Stolpersteine in Freiburg-Neuburg) |
|              | HIER WOHNTE HERBERT FÜRTH JG. 1905 ARBEITSVERBOT 1938 BIS 1944 ZWANGSARBEIT MIT HILFE ÜBERLEBT                                                                                     | Colombistraße 11 (Lage)                                 | 19. Okt. 2021                             | Herbert Fürth (1905–1974) |
|              | HIER WOHNTE ROSA FÜRTH GEB. HOLZMÜLLER JG. 1908 GEDEMÜTIGT/ENTRECHTET MIT HILFE ÜBERLEBT                                                                                           | Colombistraße 11 (Lage)                                 | 19. Okt. 2021                             | Rosa Fürth geb. Holzmüller (1908–1993) |
| Bild gesucht | HIER WOHNTE NIKOLAUS GLANZNER JG. 1876 VERHAFTET 1935 ´HEIMTÜCKE´ ENTLASSEN 1939 TOT AN DEN FOLGEN 21. FEB. 1940                                                                   | Schloßbergring 12                                       | 22. Nov. 2023                             | Nikolaus Glanzner (1876–1940) |
|              | HIER WOHNTE ROSA GLANZNER GEB. HEITZLER JG. 1881 AUSGEGRENZT / DRANGSALIERT ÜBERLEBT                                                                                               | Schloßbergring 12                                       | 22. Nov. 2023 Neuverlegung: 11. Juni 2024 | Rosa Glanzner geb. Heitzler (1881–) |
|              | HIER WOHNTE CAMILLA GREILSAMER GEB. BREISACHER JG. 1880 DEPORTIERT 1940 GURS ERMORDET 16.9.1943 IN PAU                                                                             | Moltkestraße 40 (Lage)                                  | Juli 2003                                 | Camilla Greilsamer (1880–1943) |
|              | HIER WOHNTE JULIUS GREILSAMER JG. 1880 DEPORTIERT 1940 GURS ERMORDET IN AUSCHWITZ                                                                                                  | Moltkestraße 40 (Lage)                                  | Juli 2003                                 | Julius Greilsamer (1880–1940/45) |
|              | HIER WOHNTE BENJAMIN GRUMBACHER JG. 1886 FLUCHT 1934 FRANKREICH RÜCKKEHR 1935 TOT 17.3.1938                                                                                        | Eisenbahnstraße 66 (Lage)                               | Okt. 2005                                 | Benjamin Grumbacher (1886–1938) |
|              | HIER WOHNTE FANNY GRUMBACHER GEB. ABRAHAM JG. 1896 FLUCHT 1939 FRANKREICH ERMORDET 1942 IN AUSCHWITZ                                                                               | Eisenbahnstraße 66 (Lage)                               | Okt. 2005                                 | Fanny Grumbacher geb. Abraham (1896–1942) |
|              | HIER WOHNTE KLARA GRUMBACHER JG. 1923 FLUCHT 1934 FRANKREICH ERMORDET 1942 AUSCHWITZ                                                                                               | Eisenbahnstraße 66 (Lage)                               | Okt. 2005                                 | Klara Grumbacher (1923–1942) |
|              | HIER WOHNTE RITA GRUMBACHER JG. 1920 FLUCHT 1934 FRANKREICH ERMORDET 1942 AUSCHWITZ                                                                                                | Eisenbahnstraße 66 (Lage)                               | Okt. 2005                                 | Rita Grumbacher (1920–1942) |
|              | HIER WOHNTE SEDY GRUMBACHER JG. 1925 FLUCHT 1934 FRANKREICH ERMORDET 1942 AUSCHWITZ                                                                                                | Eisenbahnstraße 66 (Lage)                               | Okt. 2005                                 | Sedy Grumbacher (1925–1942)- |
|              | HIER WOHNTE TELLY GUGGENHEIM GEB. LICHTENBERGER JG. 1889 DEPORTIERT 1940 GURS ERMORDET IN AUSCHWITZ                                                                                | Erbprinzenstraße 1 (Lage)                               | Juli 2003                                 | Telly Guggenheim geb. Lichtenberger (1889–1942) |
|              | HIER WOHNTE ALICE BERTA GÜNZBURGER GEB. HEINSHEIMER JG. 1892 FLUCHT 1938 5 JAHRE FLUCHT ÜBERLEBT                                                                                   | Poststraße 6 (Lage)                                     | Jan. 2005                                 | Alice Berta Günzburger geb. Heinsheimer (1892–1987) |
|              | HIER WOHNTE BERTHA GÜNZBURGER GEB. STOLL JG. 1902 FLUCHT 1938 FRANKREICH ZURÜCKGEKEHRT 1938 SCHICKSAL UNBEKANNT                                                                    | Bertoldstraße 27                                        | 11. Juni 2024                             | Bertha Günzburger geb. Stoll (1902–?) |
|              | HIER WOHNTE SAMUEL SIGMAR GÜNZBURGER JG. 1880 FLUCHT 1938 5 JAHRE FLUCHT ÜBERLEBT                                                                                                  | Poststraße 6 (Lage)                                     | Jan. 2005                                 | Samuel Sigmar Günzburger (1880–1972) |
|              | HIER WOHNTE SIEGMUND GÜNZBURGER JG. 1892 FLUCHT 1938 FRANKREICH INTERNIERT DRANCY DEPORTIERT ERMORDET IN AUSCHWITZ                                                                 | Bertoldstraße 27                                        | 11. Juni 2024                             | Siegmund Günzburger (1892–?) |
|              | HIER WOHNTE SOFIE GEISMAR JG. 1884 DEPORTIERT GURS 1942 RÉCÉBÉDOU ÜBERLEBT | Rathausgasse 6 (Lage)                                   | Sep. 2006                                 | Sofie Geismar (1884–) |
|              | HIER WOHNTE ALBERTINE HAAS JG. 1875 DEPORTIERT 1940 GURS ERMORDET AM 27.12.1941 IN RÉCÉBÉDOU                                                                                       | Kaiser-Joseph-Straße 278 (Lage)                         | Juli 2003                                 | Albertine Haas (1875–1941) |
|              | HIER WOHNTE KAROLINE HAAS JG. 1867 DEPORTIERT 1940 GURS ERMORDET AM 20.2.1942 IN RÉCÉBÉDOU                                                                                         | Kaiser-Joseph-Straße 278 (Lage)                         | Juli 2003                                 | Karoline Haas (1867–1942) |
|              | HIER WOHNTE SOPHIE HAAS JG. 1872 DEPORTIERT 1940 GURS ERMORDET AM 23.12.1941 IN RÉCÉBÉDOU                                                                                          | Kaiser-Joseph-Straße 278 (Lage)                         | Juli 2003                                 | Sophie Haas (1872–1941) |
|              | HIER WOHNTE THEKLA HAAS JG. 1884 DEPORTIERT 1940 GURS ERMORDET 3.1.1941 | Kaiser-Joseph-Straße 278 (Lage)                         | Juli 2003                                 | Thekla Haas (1884–1941) |
|              | HIER WOHNTE EUGEN HEITZ JG. 1908 EINGEWIESEN KREISPFLEGEANSTALT EMMENDINGEN ´VERLEGT´ 26.11.1940 GRAFENECK ERMORDET 26.11.1940 AKTION T4                                           | Bertoldstraße 17                                        | 16. Juli 2014                             | Eugen Heitz (1908–1940) |
|              | HIER WOHNTE EDUARD HEILBRUNNER JG. 1876 DEPORTIERT 1940 GURS TOT IN AUSCHWITZ | Moltkestraße 40 (Lage)                                  | Okt. 2003                                 | Eduard Heilbrunner (1876–1942/43) |
|              | HIER WOHNTE JULIUS HEILBRUNNER JG. 1921 SCHULVERWEIS 1933 FLUCHT 1939 USA | Moltkestraße 40 (Lage)                                  | 23. Sep. 2020                             | Julius Heilbrunner (1921–) |
|              | HIER WOHNTE LINA HEILBRUNNER GEB. LEVI JG. 1883 DEPORTIERT 1940 GURS INTERNIERT DRANCY 1942 AUSCHWITZ ERMORDET                                                                     | Moltkestraße 40 (Lage)                                  | Okt. 2003                                 | Lina Heilbrunner geb. Levi (1883–1942 Im September 2020 wurde ein Ersatzstein an derselben Adresse verlegt. |
|              | HIER WOHNTE ROSA HEILBRUNNER GEB. LEVI JG. 1912 FLUCHT 1933 SPANIEN | Moltkestraße 40 (Lage)                                  | 23. Sep. 2020                             | Rosa Heilbrunner (1912–) |
|              | HIER WOHNTE GEORG VON HEVESY JG. 1885 BERUFSVERBOT 1934 FLUCHT 1934 DÄNEMARK 1943 SCHWEDEN                                                                                         | Rosastraße 21                                           | 16. Juli 2014                             | Prof. Dr. Georg von Hevesy (1885–1966) war Chemiker. Er wurde 1943 mit dem Nobelpreis ausgezeichnet. Vor der Universität in der Albertstraße wurde ebenfalls ein Stolperstein für Georg von Hevesy verlegt. (siehe Liste der Stolpersteine in Freiburg-Neuburg) |
|              | HIER WOHNTE PIA VON HEVESY GEB. RUS JG. 1902 FLUCHT 1934 DÄNEMARK 1943 SCHWEDEN | Rosastraße 21                                           | 16. Juli 2014                             | Pia von Hevesy geb. Rus (1902–) |
|              | HIER LEHRTE EDMUND HUSSERL JG. 1859 BERUFSVERBOT 1938 AUSREISEVERBOT GEDEMÜTIGT / ENTRECHTET TOT 27.4.1938                                                                         | Platz der alten Synagoge 1 (vor dem Kollegiengebäude I) | 22. April 2013                            | Prof. Dr. Edmund Husserl (1859–1938) Für Prof. Dr. Edmund Husserl und seine Ehefrau Malvine wurden vor dem Haus Lorettostraße 40 weitere Stolpersteine verlegt. (siehe Liste der Stolpersteine in Freiburg-Wiehre) |
|              | HIER WOHNTE HANS ARNO JOACHIM JG. 1902 FLUCHT 1933 FRANKREICH VERSTECKT GELEBT INTERNIERT DRANCY DEPORTIERT 1944 AUSCHWITZ ERMORDET 1944                                           | Friedrichstraße 52 (Lage)                               | April 2003                                | Hans Arno Joachim (1902–1944) |
|              | HIER WOHNTE DR. HERMANN JOACHIM JG. 1865 DEPORTIERT 1940 GURS ERMORDET 10.11.1940                                                                                                  | Friedrichstraße 52 (Lage)                               | Juli 2003                                 | Dr. Hermann Joachim (1865–1940) |
|              | HIER WOHNTE BRUNO JOSEPH JG. 1884 ´SCHUTZHAFT´ 1938 DACHAU DEPORTIERT 1940 GURS ERMORDET 10.5.1941                                                                                 | Belfortstraße 33                                        | 16. Juli 2014                             | Bruno Joseph (1884–1941) |
|              | HIER WOHNTE HILDE JUDAS GEB. SÜSSMANN JG: 1898 DEPORTIERT 1940 GURS ERMORDET 1942 AUSCHWITZ                                                                                        | Erbprinzenstraße 9 (Lage)                               | Okt. 2005                                 | Hilde Judas geb. Süssmann (1898–1942) |
|              | HIER WOHNTE LEO JUDAS JG. 1895 1939 KZ DACHAU DEPORTIERT 1940 GURS ERMORDET 1942 AUSCHWITZ                                                                                         | Erbprinzenstraße 9 (Lage)                               | Okt. 2005                                 | Leo Judas (1895–1942) |
|              | HIER WOHNTE ISAAK JUDAS JG. 1887 DEPORTIERT 1940 GURS ERMORDET IN AUSCHWITZ | Salzstraße 20 (Lage)                                    | Juli 2003                                 | Isaak Judas (1887–1940/45) |
|              | HIER WOHNTE SELMA JUDAS GEB. STENGEL JG. 1890 DEPORTIERT 1940 GURS ERMORDET IN AUSCHWITZ                                                                                           | Salzstraße 20 (Lage)                                    | Juli 2003                                 | Selma Judas geb. Stengel (1890–1940/45) |
|              | HIER WOHNTE ROBERTINE KAHN JG. 1880 DEPORTIERT 1940 GURS RÉCÉBÉDOU TOT 2.1.1942 | Schusterstraße 7                                        | 28. Sep. 2007                             | Robertine Kahn (1880–1942) |
|              | HIER WOHNTE FRIEDA KATZ JG. 1879 DEPORTIERT 1940 GURS ERMORDET 1942 IN AUSCHWITZ                                                                                                   | Merianstraße 7                                          | 28. Sep. 2007                             | Frieda Katz (1879–1942) |
|              | HIER WOHNTE LOUIS KAUFMANN JG. 1899 FLUCHT 1935 ELSASS FRANKREICH VERSTECKT GELEBT BEFREIT 1944                                                                                    | Poststraße 5 (Lage)                                     | 22. April 2013                            | Louis Kaufmann (1889–1966) |
|              | HIER WOHNTE MANFRED KAUFMANN JG. 1923 FLUCHT 1935 ELSASS FRANKREICH INTERNIERT DRANCY DEPORTIERT 1943 MAJDANEK ERMORDET 30.3.1943                                                  | Poststraße 5 (Lage)                                     | 22. April 2013                            | Manfred Kaufmann (1923–1943) |
|              | HIER WOHNTE YVONNE KAUFMANN GEB. NETTER JG. 1894 FLUCHT 1935 ELSASS FRANKREICH VERSTECKT GELEBT BEFREIT 1944                                                                       | Poststraße 5 (Lage)                                     | 22. April 2013                            | Yvonne Kaufmann geb. Netter (1894–1978) |
|              | HIER WOHNTE ERNST KÖBERLE JG. 1908 [...] GERICHTSGEFÄNGNIS FREIBURG FLUCHT IN DEN TOD 10.6.1943                                                                                    | Holzmarkt 2                                             | Juli 2014                                 | Ernst Köberle (1908–1943) |
|              | HIER WOHNTE ABRAHAM LEVI JG. 1864 DEPORTIERT 1940 GURS TOT 1.9.1941 IN RÉCÉBÉDOU                                                                                                   | Moltkestraße 40 (Lage)                                  | Jan. 2004                                 | Abraham Levi (1864–1941) |
|              | HIER WOHNTE ALBERT LEVY JG. 1867 DEPORTIERT 1940 GURS TOT 30.9.1942 | Franziskanerstraße 11                                   | Okt. 2003                                 | Albert Levy (1867–1942) |
|              | HIER WOHNTE HELENE LICHTENBERGER GEB. VEIS JG. 1862 DEPORTIERT 1940 GURS TOT 6.4.1941                                                                                              | Erbprinzenstraße 1 (Lage)                               | Okt. 2003                                 | Helene Lichtenberger geb. Veis (1862–1941) |
|              | HIER WOHNTE IRMA LIEBERS JG. 1892 DEPORTIERT 1940 GURS ERMORDET IN AUSCHWITZ | Salzstraße 7 (Lage)                                     | Juli 2003                                 | Irma Liebers (1892–1940/45) |
|              | HIER WOHNTE MAX LIEBERS JG. 1856 1938 PFLEGEANSTALT FREIBURG ERMORDET IN GEISLINGEN                                                                                                | Salzstraße 7 (Lage)                                     | Juli 2003                                 | Max Liebers (1856–?) |
|              | HIER WOHNTE SELMA LION JG. 1896 FREITOD 24.2.1936 | Kaiser-Joseph-Straße 242                                | Jan. 2005                                 | Selma Lion (1896–1936) |
|              | HIER WOHNTE THEKLA LION GEB. STEIN FREITOD 24.2.1936 | Kaiser-Joseph-Straße 242                                | Jan. 2005                                 | Thekla Lion (?–1936) |
|              | HIER WOHNTE BABETTE MAIER JG. 1870 DEPORTIERT 1942 THERESIENSTADT ERMORDET 25.4.1944                                                                                               | Niemensstraße 9 (Lage)                                  | Okt. 2003                                 | Babette Maier (1870–1944) |
|              | HIER WOHNTE JAKOB MAIER JG. 1866 DEPORTIERT 1942 KZ THERESIENSTADT ERMORDET 1942 IN TREBLINKA                                                                                      | Niemensstraße 9 (Lage)                                  | Jan. 2005                                 | Jakob Maier (1866–1942) |
|              | HIER WOHNTE JULIE MAIER GEB. KRAEMER JG. 1885 DEPORTIERT 1940 GURS TOT 30.12.1942 IN NOE                                                                                           | Colombistraße 21 (Lage)                                 | Okt. 2003                                 | Julie Maier (1885–1942) |
|              | HIER WOHNTE DR. GOTTFRIED MAIER-KRAEMER JG. 1877 DEPORTIERT 1938 KZ DACHAU/GURS TOT 1.2.1942 IN RÉCÉBÉDOU                                                                          | Colombistraße 21 (Lage)                                 | Okt. 2003                                 | Dr. Gottfried Maier-Kraemer (1877–1942) |
|              | HIER WOHNTE BERTHA MAYER GEB. EPSTEIN JG. 1892 DEPORTIERT 1940 GURS INTERNIERT DRANCY 1942 AUSCHWITZ ERMORDET                                                                      | Friedrichstraße 52 (Lage)                               | Okt. 2003                                 | Bertha Mayer geb. Epstein (1892–1942) |
|              | HIER WOHNTE FRED MAYER JG. 1921 FLUCHT 1938 USA ALS AMERIK. SOLDAT 1944 GEHEIMAUFTRAG VERHAFTET 20.4.1945 GESTAPO INNSBRUCK GEFOLTERT BEFREIT 3.5.1945                             | Herrenstraße 53                                         | 26. Okt. 2016                             | Fred Mayer (1921–1945) |
|              | HIER WOHNTE ISRAEL MAYER JG. 1861 DEPORTIERT 1940 GURS INTERNIERT RIVESALTES ERMORDET 7.1.1942                                                                                     | Friedrichstraße 52 (Lage)                               | Jan. 2005                                 | Israel Mayer (1861–1942) der Metzgermeister war der Vater von Max Meyer, der ebenfalls Metzger wurde |
|              | HIER WOHNTE JESSY MAYER JG. 1894 FLUCHT 1938 BELGIEN 5.4.1939 FLUCHT IN DEN TOD | Salzstraße 24 (Lage)                                    | Okt. 2005                                 | Jessy Mayer (1894–1939) war Inhaber des Bankhaus E. Mayer. |
|              | HIER WOHNTE MARTHA MAYER GEB. WEIL JG. 1882 DEPORTIERT 1940 GURS ERMORDET IN AUSCHWITZ                                                                                             | Moltkestraße 10                                         | Jan. 2004                                 | Martha Mayer geb. Weil (1888–1940/45) |
|              | HIER WOHNTE MAX MAYER JG. 1888 DEPORTIERT 1940 GURS INTERNIERT DRANCY 1942 AUSCHWITZ ERMORDET                                                                                      | Bertoldstraße 31                                        | Jan. 2005                                 | Max Mayer (1888–1942) wohnte in der Bertoldstraße und betrieb seine Metzgerei, bis er sie aufgeben musste. Später wohnte er mit seiner Frau Bertha und seinem Vater Israel in der Friedrichstraße 26, heute die Nummer 52 |
|              | HIER WOHNTE MAX MAYER JG. 1888 DEPORTIERT 1940 GURS ERMORDET IN AUSCHWITZ | Friedrichstraße 52 (Lage)                               | Jan. 2005                                 | Max Mayer (1888–1942) wohnte in der Bertoldstraße und betrieb seine Metzgerei, bis er sie aufgeben musste. Später wohnte er mit seiner Frau Bertha und seinem Vater Israel in der Friedrichstraße 26, heute die Nummer 52 |
|              | HIER WOHNTE MAX MAYER JG. 1873 STADTVERORDNETER SPD VERHAFTET 1933 GEFÄNGNIS FREIBURG 1938 DACHAU FLUCHT 1939 SCHWEIZ, SPANIEN, USA ÜBERLEBT                                       | Schusterstraße 23                                       | 14. Sep. 2012                             | Max Mayer wurde am 12. April 1873 als Sohn des jüdischen Lederhändlers Moritz Mayer in Freiburg geboren. Er arbeitete im väterlichen Lederwarengeschäft. Ab 1911 vertrat er die SPD im Bürgerausschuss. Nach dem Ersten Weltkrieg wurde Max Mayer in den Stadtrat gewählt. Nach der Machtergreifung der Nationalsozialisten musste er seine politischen Ämter aufgeben. 1935 folgte der Zwangsverkauf des Geschäfts. Im Zuge der Novemberpogrome 1938 wurde er verhaftete und nach Dachau verschleppt. Nach seiner Freilassung emigrierte er mit seiner Frau 1939 zunächst in die Schweiz, dann über Portugal in die USA. Nach dem Tod seiner Frau kehrte er nach Freiburg zurück, wo er am 3. November 1960 verstarb. |
|              | HIER WOHNTE OLGA MAYER GEB. NÖRDLINGER JG. 1884 FLUCHT 1939 SCHWEIZ, SPANIEN USA ÜBERLEBT                                                                                          | Schusterstraße 23                                       | 14. Sep. 2012                             | Olga Mayer geb. Nördlinger wurde 1884 geboren. Sie war die Ehefrau von Max Mayer und eine Cousine von Lilli Jahn. |
|              | HIER WOHNTE OTTO MAYER JG. 1884 DEPORTIERT 1938 KZ DACHAU 1940 GURS ERMORDET IN AUSCHWITZ                                                                                          | Moltkestraße 10                                         | Jan. 2004                                 | Otto Mayer (1984–1940/45) |
|              | HIER WOHNTE ROSA MAYER GEB. HIRSCH JG. 1886 DEPORTIERT 1940 GURS TOT 7.9.1942 IN RÉCÉBÉDOU                                                                                         | Belfortstraße 17 (Lage)                                 | Jan. 2005                                 | Rosa Mayer geb. Hirsch (1886–1942) |
|              | HIER WOHNTE SIEGFRIED MAYER JG. 1881 1938 KZ DACHAU DEPORTIERT 1940 GURS ERMORDET 1942 IN AUSCHWITZ                                                                                | Rathausgasse 6 (Lage)                                   | Jan. 2004                                 | Siegfried Mayer (1881–1942) |
|              | HIER WOHNTE STEFAN MEIER JG. 1889 1941 GEFÄNGNIS TOT 19.9.1944 IM KZ MAUTHAUSEN | Merianstraße 11                                         | Okt. 2003                                 | Stefan Meier (1889–1944) Für Stefan Meier wurde auch ein Stolperstein vor der ehemaligen Gestapo-Zentrale in der Kaiser-Joseph-Straße verlegt. (siehe Tabelle unten) |
|              | HIER WOHNTE DR. HENRY MENDEL JG. 1898 BERUFSVERBOT 1937 ‘SCHUTZHAFT’1938 KZ DACHAU FLUCHT 1939 ENGLAND                                                                             | Poststraße 5 (Lage)                                     | 11. Juni 2024                             | Dr. Henry Mendel (1898–1968), siehe Jüdisches Landschulheim Coburg |
|              | HIER WOHNTE RACHEL MENDEL JG. 1934 FLUCHT 1939 SCHWEIZ | Poststraße 5 (Lage)                                     | 11. Juni 2024                             | Rachel Mendel (1934–?) |
|              | HIER WOHNTE DR. ALICE MENDEL-WEIL JG. 1903 BERUFSVERBOT 1938 FLUCHT 1939 SCHWEIZ                                                                                                   | Poststraße 5 (Lage)                                     | 11. Juni 2024                             | Dr. Alice Mendel-Weil (1903–1993), siehe Jüdisches Landschulheim Coburg |
|              | HIER WOHNTE LUDWIG MEYER JG. 1862 DEPORTIERT 1942 THERESIENSTADT TOT 14.9.1942 | Marienstraße 7 (Lage)                                   | Jan. 2004                                 | Ludwig Meyer (1862–1942) |
|              | HIER WOHNTE KARL MÜLLER JG. 1886 VERHAFTET 12.3.1942 GEFÄNGNIS FREIBURG FLUCHT IN DEN TOD 17.5.1942                                                                                | Kaiser-Joseph-Straße 195                                | 16. Juli 2014                             | Karl Müller (1886–1942) |
|              | HIER WOHNTE IRMA NEUMANN GEB. ULLMANN JG. 1880 DEPORTIERT 1940 GURS ERMORDET IN AUSCHWITZ                                                                                          | Marienstraße 6                                          | Jan. 2004                                 | Irma Neumann geb. Ullmann (1880–1940/45) |
|              | HIER WOHNTE ABRAHAM NEUMARK JG. 1861 DEPORTIERT 1940 GURS TOT 14.4.1943 Lager Noe                                                                                                  | Marienstraße 7 (Lage)                                   | Jan. 2004                                 | Abraham Neumark (1861–1943) |
|              | HIER WOHNTE ELSA NEUMETZGER JG. 1920 FLUCHT 1936 HOLLAND ERMORDET IN AUSCHWITZ | Bertoldstraße 54 (Lage)                                 | Jan. 2004                                 | Elsa Neumetzger (1920–1940/45) |
|              | HIER WOHNTE JULIUS NEUMETZGER JG. 1886 FLUCHT NIEDERLANDE TOT 11.12.1937 | Bertoldstraße 54 (Lage)                                 | Jan. 2005                                 | Julius Neumetzger (1886–1937) |
|              | HIER WOHNTE SUSANNE NEUMETZGER GEB. BRANDON JG. 1889 FLUCHT 1934 HOLLAND ERMORDET 28.5.1943 IN SOBIBOR                                                                             | Bertoldstraße 54 (Lage)                                 | Jan. 2004                                 | Susanne Neumetzger geb. Brandon (1889–1943) |
|              | HIER WOHNTE HANNA REICHMANN JG. 1924 FLUCHT 1939 BELGIEN ERMORDET IN AUSCHWITZ | Nußmannstraße 3                                         | Juli 2004                                 | Hanna Reichmann (1924–1940/45) |
|              | HIER WOHNTE IGNAZ REICHMANN JG. 1882 VERHAFTET 1939 KZ DACHAU FLUCHT 1939 SCHWEIZ - BELGIEN ERMORDET IN AUSCHWITZ                                                                  | Nußmannstraße 3                                         | Juli 2004                                 | Ignaz Reichmann (1882–1940/45) |
|              | HIER WOHNTE MARIE REICHMANN GEB. SPERBER JG. 1887 FLUCHT 1939 BELGIEN DEPORTIERT ERMORDET IN AUSCHWITZ                                                                             | Nußmannstraße 3                                         | Juli 2004                                 | Marie Reichmann geb. Sperber (1867–1940/45) |
|              | HIER WOHNTE IDA REISS JG. 1880 DEPORTIERT 1942 THERESIENSTADT ERMORDET 1.1.1942 | Erasmusstraße 16                                        | Juli 2003                                 | Ida Reiss (1880–1940/42) |
|              | HIER WOHNTE ADOLF REUTLINGER JG. 1910 ´SCHUTZHAFT´ 1938 DACHAU DEPORTIERT 1940 GURS INTERNIERT RIVESALTES GEFLOHEN 1942 SCHWEIZ                                                    | Kaiser-Joseph-Straße 149                                | 25. Okt. 2019                             | Adolf Reutlinger (1910–) |
|              | HIER WOHNTE ALICE REUTLINGER GEB. GEISMAR JG. 1909 DEPORTIERT 1940 GURS INTERNIERT RIVESALTES GEFOHEN 1942 SCHWEIZ                                                                 | Kaiser-Joseph-Straße 149                                | 25. Okt. 2019                             | Alice Reutlinger geb. Geismar (1909–) |
|              | HIER WOHNTE RONJA REUTLINGER JG. 1936 DEPORTIERT 1940 GURS INTERNIERT RIVESALTES 1941 KINDERHILFSWERK OSE VERSTECKT IN KINDERHEIMEN FLUCHT 1943 SCHWEIZ                            | Kaiser-Joseph-Straße 149                                | 25. Okt. 2019                             | Ronja Reutlinger (1936–) |
|              | HIER WOHNTE ARTHUR MARTIN ROSENBERGER JG. 1907 BERUFSVERBOT 1933 FLUCHT 1933 USA                                                                                                   | Moltkestraße 10                                         | 23. Sep. 2020                             | Arthur Martin Rosenberger (1907–) |
|              | HIER WOHNTE LAZARUS ROSENBERGER JG. 1872 DEPORTIERT 1940 GURS IN MEHREREN INTERNIERUNGSLAGERN BEFREIT                                                                              | Moltkestraße 10                                         | 23. Sep. 2020                             | Lazarus Rosenberger (1872–) |
|              | HIER WOHNTE LINA ROSENBERGER GEB. WEIL JG. 1870 DEPORTIERT 1940 GURS TOT 19.11.1940                                                                                                | Moltkestraße 10                                         | 23. Sep. 2020                             | Lina Rosenberger geb. Weil (1870–1940) |
|              | HIER WOHNTE JULIAN ROSENTHAL JG. 1878 DEPORTIERT 1940 GURS ERMORDET 1942 IN AUSCHWITZ                                                                                              | Rathausgasse 6 (Lage)                                   | Jan. 2004                                 | Julian Rosenthal (1878–1942) |
|              | HIER WOHNTE SOFIE ROSENTHAL GEB. BLOCH JG. 1888 DEPORTIERT 1940 GURS ERMORDET IN AUSCHWITZ                                                                                         | Rathausgasse 6 (Lage)                                   | Jan. 2005                                 | Sofie Rosenthal geb. Bloch (1888–1940/45) |
|              | HIER WOHNTE EUGENIE JEANNE RUF GEB. TREISTER JG. 1905 FLUCHT FRANKREICH VERSTECKT GELEBT ÜBERLEBT                                                                                  | Gerberau 6 (Lage)                                       | 16. Juli 2014                             | Eugenie Jeanne Ruf geb. Treister (1906–) |
|              | HIER WOHNTE MAX RUF JG. 1898 FLUCHT 1936 SCHWEIZ 1936 FRANKREICH VERHAFTET 1939 LAGER PARIS/COLOMBES 1940 FREMDENLEGION ZWANGSARBEIT MAROKKO ÜBERLEBT                              | Gerberau 6 (Lage)                                       | 16. Juli 2014                             | Max Ruf (1898–) |
|              | HIER WOHNTE ADELE RÜDENBERG JG. 1871 ENTRECHTET/GEDEMÜTIGT FLUCHT IN DEN TOD 21.8.1938                                                                                             | Schusterstraße 7 (Lage)                                 | 28. Sep. 2007                             | Adele Rüdenberg (1871–1938) |
|              | HIER WOHNTE ELSA SCHEUERMANN GEB. ELKAN JG. 1914 FLUCHT 1939 USA | Wilhelmstraße 17                                        | 16. Mai 2019                              | Elsa Scheuermann geb. Elkan (1914–) |
|              | HIER WOHNTE DR. SIEGFRIED SCHEUERMANN JG. 1910 ´SCHUTZHAFT´ 1938 DACHAU FLUCHT 1939 USA                                                                                            | Dr. Siegfried Scheuermann (1910–)                       |                                           | |
|              | HIER WOHNTE HENNY SCHMUCKLER JG. 1878 DEPORTIERT 1943 THERESIENSTADT ERMORDET 1943 AUSCHWITZ                                                                                       | Gerberau 2 (Lage)                                       | Okt. 2005                                 | Henny Schmuckler (1878–1943) |
|              | HIER WOHNTE DR. ERIKA SINAUER JG. 1895 DEPORTIERT 1940 GURS TOT IN AUSCHWITZ | Erbprinzenstraße 8 (Lage)                               | April 2003                                | Dr. Erika Sinauer (1895–1940/45) war Rechtshistorikerin. |
|              | HIER WOHNTE ROSA SINAUER GEB. WESTHEIMER JG. 1861 DEPORTIERT 1942 THERESIENSTADT TOT 17.9.1942                                                                                     | Erbprinzenstraße 8 (Lage)                               | April 2003                                | Rosa Sinauer geb. Westheimer (1861–1942) |
|              | HIER WOHNTE FRANZ ANTON STREIT JG. 1879 VERHAFTET 1936 KZ DACHAU KZ MAUTHAUSEN KZ BUCHENWALD BEFREIT -- ÜBERLEBT                                                                   | Sedanstraße 12                                          | Jan. 2005                                 | Franz Anton Streit (1879–1962) |
|              | HIER WOHNTE FANNY ULLMANN GEB. BLUM JG. 1882 DEPORTIERT 1940 GURS ERMORDET 1942 AUSCHWITZ                                                                                          | Kaiser-Joseph-Straße 247                                | Okt. 2005                                 | Fanny Ullmann geb. Blum (1882–1942) |
|              | HIER WOHNTE ISIDOR ULLMANN JG. 1879 DEPORTIERT 1940 GURS TOT 29.1.1942 | Kaiser-Joseph-Straße 247                                | Okt. 2005                                 | Isidor Ullmann (1879–1942) |
|              | HIER WOHNTE ANNELIESE ´LIESEL´ VEIT VERH. GREGORY JG. 1908 FLUCHT 1933 SPANIEN 1936 PALÄSTINA                                                                                      | Kaiser-Joseph-Straße 252 (Lage)                         | 25.10.2025                                | Anneliese Veit (1908–1942) |
|              | HIER WOHNTE ANTONIE VEIT JG. 1895 DEPORTIERT 1940 GURS 1942 NOÉ/RÉCÉBÉDOU AUSCHWITZ ERMORDET 1942                                                                                  | Kaiser-Joseph-Straße 252 (Lage)                         | 14. Sep. 2012                             | Antonie Veit (1895–1942) |
|              | HIER WOHNTE DAVID KONRAD VEIT JG. 1897 VERHAFTET 1934 DACHAU FLUCHT 1935 KOLUMBIEN, USA                                                                                            | Kaiser-Joseph-Straße 252 (Lage)                         | 19. Okt. 2021                             | David Konrad Veit (1897–) |
|              | HIER WOHNTE FRANZ PETER L. VEIT JG. 1928 FLUCHT 1938 USA | Kaiser-Joseph-Straße 252 (Lage)                         | 19. Okt. 2021                             | Franz Peter L. Veit (1928–) |
|              | HIER WOHNTE HUBERT VEIT JG. 1905 FLUCHT 1933 PALÄSTINA | Kaiser-Joseph-Straße 252 (Lage)                         | 19. Okt. 2021                             | Hubert Veit (1905–) |
|              | HIER WOHNTE JULIUS VEIT JG. 1867 DEPORTIERT 1940 GURS TOT 28.12.1940 | Kaiser-Joseph-Straße 252 (Lage)                         | 14. Juli 2012                             | Julius Veit (1867–1940) |
|              | HIER WOHNTE KATHARINA VEIT GEB. WEIL JG. 1868 DEPORTIERT 1940 GURS NOE/MACON BEFREIT/ÜBERLEBT                                                                                      | Kaiser-Joseph-Straße 252 (Lage)                         | 14. Sep. 2012                             | Katharina Veit (1868–) |
|              | HIER WOHNTE MARGARETE VEIT JG. 1899 GEDEMÜTIGT/ENTRECHTET ZWANGSSCHEIDUNG 1934 FLUCHT 1938 USA                                                                                     | Kaiser-Joseph-Straße 252 (Lage)                         | 19. Okt. 2021                             | Margarete Veit (1899–) |
|              | HIER WOHNTE BERTHOLD WEIL JG. 1899 DEPORTIERT 1940 GURS ERMORDET 1942 AUSCHWITZ | Salzstraße 29a                                          | Okt. 2005                                 | Berthold Weil (1899–1942) |
|              | HIER WOHNTE ELSE WEIL GEB. STERN JG. 1909 DEPORTIERT 1940 GURS ERMORDET 1942 AUSCHWITZ                                                                                             | Salzstraße 29a                                          | Okt. 2005                                 | Else Weil geb. Stern (1909–1942) |
|              | HIER WOHNTE LISELOTTE WEIL JG. 1919 SCHULVERBOT FLUCHT 1936 ENGLAND | Colombistraße 11 (Lage)                                 | 19. Okt. 2021                             | Liselotte Weil (1919–) |
|              | HIER WOHNTE KAROLINA WEIL-LION GEB. LION JG. 1887 1939 GESCHÄFT ´ARISIERT´ FLUCHT 1939 ENGLAND                                                                                     | Colombistraße 11 (Lage)                                 | 19. Okt. 2021                             | Karolina Weil-Lion geb. Weil (1887–) |
|              | HIER WOHNTE MORITZ WEIL-LION JG. 1876 1939 GESCHÄFT ´ARISIERT´ FLUCHT 1939 ENGLAND                                                                                                 | Colombistraße 11 (Lage)                                 | 19. Okt. 2021                             | Moritz Weil-Lion (1876–) |
|              | HIER WOHNTE MELANIE WEINBERG JG. 1883 DEPORTIERT 1940 GURS ERMORDET 1942 AUSCHWITZ                                                                                                 | Schusterstraße 34                                       | Okt. 2005                                 | Melanie Weinberg (1883–1942) |
|              | HIER WOHNTE DR. JOSEPH WIRTH JG. 1879 IM WIDERSTAND / ZENTRUM FLUCHT 1933 ÖSTERREICH 1935 FRANKREICH 1939 SCHWEIZ                                                                  | Herrenstraße 19                                         | 16. Juli 2014                             | Dr. Joseph Wirth (1879–) |
|              | HIER WOHNTE SELMA ZIMMERMANN GEB. LIEBERS JG. 1888 DEPORTIERT 1940 GURS ERMORDET 1942 AUSCHWITZ                                                                                    | Salzstraße 7 (Lage)                                     | Okt. 2005                                 | Selma Zimmermann (1888–1942) |

### Vor der Gestapo-Zentrale
Neben Mannheim war die Freiburger Außendienststelle im Basler Hof in der Kaiser-Joseph-Straße 167 (damals Adolf-Hitler-Straße), die größte Dienststelle der Badener Gestapo nach der Leitstelle in Karlsruhe. In Breisach und Neuenburg unterhielt sie Grenzpolizeiposten. In Breisach wurde dieser später zu einem eigenen Grenzpolizeikommissariat ausgebaut. In der Zentrale wurden Nazi-Gegner misshandelt, gefoltert und gequält. 1941 zog die Gestapo in die Goethestraße 33 um.
| Bild | Inschrift | Verlegeort                      | Verlege- datum | Name, Leben, Bemerkungen |
| ---- | --- | ------------------------------- | -------------- | --- |
|      | GESTAPO-ZENTRALE 1933–1941 HIER WURDEN NAZI-GEGNER MISSHANDELT DAZU GEHÖRTEN                                                                                         | Kaiser-Joseph-Straße 167 (Lage) | 22. April 2013 | [ 203 ] |
|      | ADOLF KELLER JG. 1897 IN WIDERSTAND/KPD VERHAFTET 1935´VORBEREITUNG ZUM HOCH-UND LANDESVERRAT´ 1936 VERURTEILT ASCHENDORFER MOOR ENTLASSEN 1940                      | Kaiser-Joseph-Straße 167 (Lage) | 22. April 2013 | Adolf Keller (1897–1976) |
|      | URBAN KELLER JG. 1892 IM WIDERSTAND/KPD VERHAFTET 1935 GEFÄNGNIS FREIBURG ENTLASSEN 1935 REGELMÄSSIGE MELDEPFLICHT BEI GESTAPO                                       | Kaiser-Joseph-Straße 167 (Lage) | 22. April 2013 | Urban Keller (1892–) |
|      | STEFAN MEIER JG. 1889 REICHTAGSABGEORDNETER SPD VERHAFTET 1933 ANKENBUCK 1941 ZUCHTHAUS BRUCHSAL 1944 MAUTHAUSEN ERMORDET 19.9.1944                                  | Kaiser-Joseph-Straße 167 (Lage) | 22. April 2013 | Stefan Meier, Reichstagsabgeordneter (SPD) (1889–1944) Für Stefan Meier wurde auch ein Stolperstein in der Merianstraße verlegt. (siehe Tabelle oben)                                                                         |
|      | MARGARETE SEITZ GEB. KOSSMANN JG. 1880 MEHRMALS VERHAFTET ZULETZT 1943 ´HEIMTÜCKE UND WEHRKRAFTZERSETZUNG´ VERURTEILT 1943 HINGERICHTET 16.12.1943 BERLIN-PLÖTZENSEE | Kaiser-Joseph-Straße 167 (Lage) | 22. April 2013 | Margarete Seitz geb. Kossmann (1880–1943) Für Margarete Seitz wurde auch ein Stolperstein in der Brombergstraße verlegt. (siehe Liste der Stolpersteine in Freiburg-Wiehre)                                                   |
|      | KÄTHE VORDTRIEDE GEB. BLUMENTHAL JG. 1891 IM WIDERSTAND VERHAFTET 1933 BERUFSVERBOT FLUCHT 1939 SCHWEIZ USA ÜBERLEBT                                                 | Kaiser-Joseph-Straße 167 (Lage) | 22. April 2013 | Käthe Vordtriede geb. Blumenthal, Journalistin und Schriftstellerin (1891–1964) Für Käthe Vordtriede wurde auch ein Stolperstein in der Fichtestraße verlegt. (siehe Liste der Stolpersteine in den Freiburger Außenbezirken) |